# Super Drags
Super Drags é uma série de animação adulta brasileira criada por Anderson Mahanski, Fernando Mendonça e Paulo Lescaut. A série conta com as vozes originais de Pabllo Vittar, Wagner Follare, Sérgio Cantú, Fernando Mendonça e Guilherme Briggs. Foi lançada em 9 de novembro de 2018 na Netflix.
Produzida pelo Combo Studio, a trama acompanha as aventuras de Donizete, Patrick e Ralph, três amigos que trabalham em uma loja de departamentos e se tornam heroínas drag queens: Scarlet Carmesim, Lemon Chiffon e Safira Cyan, consideradas as Super Drags responsáveis pela proteção da comunidade LGBT, combatendo a vilã drag e homofóbica Lady Elza.
No mês seguinte ao lançamento, em 22 de dezembro de 2018, a Netflix cancelou a série após uma temporada devido a baixa audiência. Segundo o jornal Folha de S.Paulo, a série foi planejada para ter uma segunda e terceira temporada. A obra é considerada a primeira animação brasileira da plataforma.

## Elenco de voz
| Personagem                  | Voz original      |
| --------------------------- | ----------------- |
| Donizete / Scarlet Carmesim | Fernando Mendonça |
| Sandoval                    | Fernando Mendonça |
| Patrick / Lemon Chiffon     | Sérgio Cantú      |
| Ralph / Safira Cyan         | Wagner Follare    |
| Goldiva                     | Pabllo Vittar     |
| Vedete Champagne            | Silvetty Montilla |
| Lady Elza                   | Raphael Véles     |
| Terrorista                  | Raphael Véles     |
| Jezebel                     | Sylvia Salustti   |
| Juracy                      | Suzy Brasil       |
| Robertinho / Janjão         | Guilherme Briggs  |
| Sandrão                     | Carla Pompílio    |
| Coroa Panterona             | Mariângela Cantú  |
| Val Valadão                 | Patrícia Garcia   |
| Dr. Caio Durão              | Vinicius Barros   |
| Junior                      | Lucas Gama        |

## Episódios

### 1.ª Temporada (2018)
| N.º | Título             | Dirigido por      | Escrito por         | Exibição original     |
| --- | ------------------ | ----------------- | ------------------- | --------------------- |
| 1 | "Hora do Lipsync"  | Fernando Mendonça | Vânia Matos         | 9 de novembro de 2018 |
| Para recuperar sua beleza, Lady Elza rouba toda energia do highlight dos fãs de Goldiva. Agora, só as Super Drags podem salvar o dia.                                     |                    |                   |                     |                       |
| 2 | "Imagem é tudo"    | Fernando Mendonça | Chico Amorim        | 9 de novembro de 2018 |
| Depois de ser xoxado por Dild-O e acabar vetado de uma missão, Patrick não se abala e aproveita o dia de folga para dar aquela repaginada no visual.                      |                    |                   |                     |                       |
| 3 | "A cura gay"       | Fernando Mendonça | Fernanda Brandalise | 9 de novembro de 2018 |
| Rejeitado pelo pai depois de sair do armário, Ralph tenta a "cura gay" no camping de concentração de Sandoval, onde Donizete e Patrick estão infiltradas.                 |                    |                   |                     |                       |
| 4 | "Seja quem você é" | Fernando Mendonça | Marcelo Souza       | 9 de novembro de 2018 |
| Quando Goldiva é raptada antes de um show e as Super Drags são convocadas para salvá-la, Scarlet acaba conhecendo o passado da musa pop.                                  |                    |                   |                     |                       |
| 5 | "Numa só voz"      | Fernando Mendonça | Paulo Lescaut       | 9 de novembro de 2018 |
| Lady Elza invade o palco durante o show de Goldiva e chupa o highlight de toda a plateia, ficando mais poderosa do que nunca e colocando as Super Drags em grande perigo. |                    |                   |                     |                       |

## Lançamento
A série estreou na Netflix em 9 de novembro de 2018 com cinco episódios. Na versão norte-americana, a dublagem em inglês conta com as vozes das participantes do RuPaul's Drag Race: Trixie Mattel, Ginger Minj, Willam Belli e Shangela Laquifa Wadley. Na dublagem em espanhol, a série se passa na cidade de Múrcia.

### Marketing
O primeiro trailer da série foi lançado em 19 de outubro de 2018. Um curta especial de Dia das Bruxas, intitulado Credo Que Delícia, foi lançado em 31 de outubro de 2018 na página oficial da série no Facebook.
O videoclipe da música-tema da série, "Highlight", interpretada por Pabllo Vittar, apresenta os personagens principais e foi lançado em 7 de novembro de 2018.

## Recepção

### Resposta da crítica
A Decider deu a série uma crítica positiva, ao mesmo tempo observou que: "Não podemos negar que esperávamos que o humor aqui fosse mais nítido." Charles Puilliam-Moore, do io9, elogiou a série por seus comentários políticos e condenação a homofobia, enquanto criticou alguns dos aspectos mais obscenos do seu humor como uma parte fraca do enredo. S.E. Fleenor escreveu uma crítica positiva para a SyFy Wire, chamando a série de "piadinha gay ultrajante, totalmente adulta, repleta de condenações sardônicas ao apagamento desenfreado e à destruição de pessoas queer, contada através de zombações angustiantes, superpoderes hipersexuais e protuberâncias de desenhos animados hilariamente flexíveis."

### Representação LGBTQ+
Um ano depois do início do lançamento de Castlevania, Super Drags foi adicionado ao catálogo da Netflix. Em 30 de dezembro de 2020, Donnie Lopez publicou um artigo no Black Girl Nerds, lamentando a falta de uma "animação de um super-herói gay latino sendo o protagonista de sua própria série", dizendo que embora tenha havido um aumento no número de "pessoas LGBT+ sendo incluídas em animações familiares de super-heróis", isso se concentrou principalmente em personagens lésbicas e bissexuais, sem "animações com protagonistas super-heróis gays latinos/hispânicos". Lopez acrescentou que manter, popularizar e criar personagens gays pode começar a amenizar atitudes preconceituosas, observando que os desenhos infantis raramente "dão aos personagens POC gays os papéis principais", levando-os a perpetrar a ideia de que "personagens gays masculinos não podem ser protagonistas independentes". Mesmo assim, ele dá o exemplo de Aqualad na terceira temporada de Young Justice, que é um homem negro e bissexual, ao mesmo tempo que qualifica isso, também afirma que Aqualad "não é o personagem principal do desenho" e observa que, embora Super Drags tenha feito dos homens gays os protagonistas, "reforçou estereótipos negativos" e esperava que a "falta de representação gay" nessas animações pudesse ser remediada no futuro.

### Prêmios e indicações
Em 2019, a série venceu o Prêmio LeBlanc na categoria Melhor Animação.

## Controvérsias
Antes mesmo de sua estreia, a série foi alvo de uma controvérsia, em julho de 2018, a Sociedade Brasileira de Pediatria emitiu um comunicado oficial alegando que a produção poderia ser prejudicial para o público infantil, contudo, a Netflix se pronunciou dizendo que a série era destinada ao público adulto, lançando posteriormente um trailer de banda vermelha com uma classificação de 16 anos (TV-MA) exibida por toda parte. Além disso, foi lançado outro vídeo, onde Champagne, um dos personagens da série, avisa aos telespectadores que mesmo a série sendo animada, ela contém conteúdo adulto e é apenas para maiores de 16 anos.
O jornal O Estado de S. Paulo publicou um artigo onde o ilustrador Wil Vasque, de Santo André, acusou a série de plágio. Segundo Vasque, a produção seria uma cópia de Drag Dragons, animação de sua criação apresentada em 2010. Vasque processou a Netflix poucos dias após o lançamento da série, mas não foi adiante. Ele pediu isenção dos custos jurídicos, mas sem provas de que teria direito – apresentando, inclusive, um holerite de 2010. O processo foi arquivado no ano seguinte por motivo de desistência (por não responder aos pedidos de documentos), e houve inscrição na dívida ativa no valor de R$ 10 mil pelos trâmites. Na matéria, Vasque afirma que "o fato de não haver continuidade na série é presunção de culpa", mas tal afirmação não condiz com a desistência antes mesmo de se chegar na discussão sobre o suposto plágio.